# Ferrari GG50
La Ferrari GG50 è una concept car sportiva costruita dalla casa automobilistica italiana Ferrari nel 2005 per festeggiare i 50 anni d'attività di Giorgetto Giugiaro. Fu presentata al salone dell'automobile di Tokyo.

## Motore e prestazioni
Rispetto alle altre Ferrari furono approntate molte modifiche, ispirate dall'esperienza in Formula 1, per massimizzare le prestazioni. La GG50 usava un motore V12 a 65° aspirato. Questo propulsore, di cilindrata 5748 cm³, sviluppava una potenza di 540 CV (quasi 400 kW). Il rapporto di compressione era di 11,2:1. Aveva un cambio sequenziale automatico a sei rapporti innovativo. La velocità massima era di 315 km/h.

## Design
La GG50 era una coupé 2+2. Molti dettagli degli interni erano simili alla Ferrari 612 Scaglietti, ed era rassomigliante a questo modello anche parte del design esteriore. Altre caratteristiche, come il volante, derivavano dalle vetture di Formula 1. Un componente nuovo fu il cruscotto e il navigatore satellitare modello AVIC–X1R della Pioneer.